# Petronila Riquelme
Petronila Riquelme Rodríguez (Los Ángeles, c. 1808-Valparaíso, 29 de marzo de 1870), conocida póstumamente como Petronila O'Higgins, fue una mujer mestiza chilena y la hija no reconocida del héroe nacional y libertador chileno Bernardo O'Higgins, siendo su madre la sirvienta de la familia O'Higgins, Patricia Rodríguez, de ascendencia mapuche. Su figura, junto con la relación que tuvo su padre con ella, han ayudado a entender el pensamiento del mismo O'Higgins respecto al pueblo mapuche.

## Biografía
No se sabe su fecha de nacimiento exacta, pero se sabe que nació en la hacienda Las Canteras, lugar donde vivió O'Higgins, alrededor del año 1808. Su partida de bautismo fue destruida durante el ataque de parte del ejército realista a la ciudad de Los Ángeles. Su madre era Patricia Rodríguez, la sirvienta de la casa de Bernardo O'Higgins, su padre, quien no la reconoció al momento de su nacimiento, por lo cual tomó el apellido de su abuela paterna Isabel Riquelme, como era costumbre en esa época. Fue nombrada en honor a Petronila Riquelme Vargas-Machuca, medio-hermana de Isabel.
Aun así, creció junto a O'Higgins, quien le dio el sobrenombre de "Petita". Se cree que, a pesar de no ser reconocida, O'Higgins le dio un lugar especial en su hogar, habiendo recibido una educación suficiente para poder leer y escribir.  
En 1823, O'Higgins fue exiliado a Perú. Petronila, junto a su madre, su abuela Isabel, su tía Rosa, y su medio-hermano Pedro Demetrio O'Higgins (hijo del mismo O'Higgins con Rosario Puga), fueron desterrados junto a él, embarcando con rumbo a esta nación en la corbeta británica "Fly" el 19 de julio de 1823.
En Lima, conoció al criollo peruano José Toribio Pequeño Vásquez, administrador de las haciendas de O'Higgins, con quien contrajo matrimonio el 13 de noviembre de 1837. Tuvieron 5 hijos: Bernardo Santiago (cuyo padrino fue el mismo Bernardo O'Higgins) , Rosa Petronila, José Gregorio, José Gerardo y Luis Gonzaga del Auxilio, todos peruanos. Su matrimonio tuvo dificultades, pues José Toribio tuvo que radicarse en la hacienda Montalván, en San Vicente de Cañete, y al final tuvo su quiebre en 1848, cuando se reveló que Pequeño tenía una amante, su propia sobrina, Carmen.  En una carta del 13 de mayo de 1848, Petronila Riquelme le escribe:

«Siento mucho de las cosas que dicen de ti, de tu conducta. Principalmente te han molido los huesos y tu honor, esta vez, se ha desparramado por todo Lima [...] dice toda esta familia que tú te has sacado a Carmen de su casa, del lado de su marido, dicen que tú has hecho el papel muy bien. Ahora esta vergüenza es para mí, porque hasta vergüenza me da de salir [...] porque me dirán que soy una cornuda».
Petronila Riquelme 

Como respuesta, José Toribio partió a Chile con sus cinco hijos, lo cual causó que Petronila no pudiera volver a verlos por el resto de su vida. Petronila siguió en la hacienda Montalván hasta que su hermano Demetrio O'Higgins se suicida en 1868, después de lo cual Petronila decidió volver a Chile con el propósito de recuperar a su familia. Desafortunadamente, no pudo cumplir esta tarea, pues siete millas antes de llegar a Valparaíso falleció al bordo del mismo barco en el que viajaba a Chile, el 29 de marzo de 1870, a causa de un infarto. El diario La Patria, al llamarla en su obituario «Petronila Riquelme O'Higgins de Pequeño», le otorgó el primer apellido de su padre por primera vez. Fue sepultada en el Cementerio N° 1 de Valparaíso el mismo día de su muerte.
La documentalista Pamela Pequeño Latorre es descendiente directa de Petronila Riquelme, siendo su tataranieta. Basada en esto, le dedicó un documental sobre su vida, titulado La hija de O'Higgins, del año 2001.